# Younuo Bunu jezik
Younuo Bunu jezik (pu no, punu, younuo, yuno, yunuo; ISO 639-3: buh), jedan od četiri bunu jezika, šire skupie hmong, kojim govori 9 720 ljudi (McConnell 1995) na sjeveroistoku autonomne regije Guangxi Zhuang u Kini. 
Etnička grupa Younuo koncentrirana je u okruzima Longsheng i Xing'an. Lokalno su poznati kao Hong Yao (Crveni Yao), i dio su nacionalnosti Jao. U upotrebi je i mandarinski kineski [cmn]. Piše se na latinici

## Vanjske poveznice
- Ethnologue (14th)
- Ethnologue (15th)